# 朝香みぃあ
朝香 みぃあ（あさか みぃあ）は、日本の声優。女性。主にアダルトゲームに声をあてている。

## 人物・経歴
小さい頃から「なりきる」のが好きで、小学生の時は絵本の読み聞かせをしたり、誕生会の演劇で脚本を書くなどしていた。声優になる際は、両親に反対されることがわかっていたため、黙ってオーディションを受け、合格通知を叩きつけたという。
デビュー作は、2008年発売の『凌辱スカウト 〜アイドル独占契約〜』（小西千草、アンナ・ニコラエヴナ・ロストフスカヤ役）。おしとやかな子（小西千草）と気の強いお姉さん（アンナ・ニコラエヴナ・ロストフスカヤ）の二役だったため、演じ分けるのに気を遣った。
『幽霊と恋したい!』のナナ役は、ちょっと間の抜けた幽霊の役で、自分もちょっと抜けているところがあるため、一番自然に演じられたと語っている。
収録の際は役作りのために、メーカーからの資料を元に自分の役をイメージして、役の人物の履歴書を書いている。
ゲームの他には舞台やイベントMCの仕事もしており、イベントの際はコスプレも着用している。
芸名の由来は、姓の「朝香」はカップルが一晩一緒に過ごした翌日の、朝の恋の香りのイメージ、名前の「みぃあ」は猫が大好きなため鳴き声をもじり、「みゃあ」では芸が無いと思い「みぃあ」とした。

## 出演作品
※ 太字は主役もしくはヒロイン

### アダルトゲーム
- 迷宮探索ドラゴンプリンセス（シグルーン、スノウ、エリーナ、ティターニア）
- 超催眠術学園（室見葡乃歌)[2]
- 魔導巧殻 〜闇の月女神は導国で詠う〜（ミスティ）
- 幽霊と恋したい!（ナナ）[3]
- ましろ色シンフォニー-Love is pure white-
- とらい☆すたーず（フロマーシュ・ブラン）
- よう∽ガク（大河内先生）
- 魔法の少女シルキーリップ 三人の女王候補（小高くるみ）
- インチキ霊媒師（神尾ルナ、田中ハル）
- 指先案内人 汁だく接待おかわり三杯目（夏帆）
- 凌辱スカウト 〜アイドル独占契約〜（小西千草、アンナ・ニコラエヴナ・ロストフスカヤ ）

### OVA
- 指先案内人 汁だく接待おかわり三杯目 第一話(夏帆)

### 雑誌
- PUSH!!2013年6月号(Voice de PUSH!!)